# Fußball-Weltmeisterschaft 1998/Marokko
Dieser Artikel behandelt die marokkanische Fußballnationalmannschaft bei der Fußball-Weltmeisterschaft 1998.

## Qualifikation
| Marokko      | - | Sierra Leone | 4:0 |
| Ghana        | - | Marokko      | 2:2 |
| Gabun        | - | Marokko      | 0:4 |
| Sierra Leone | - | Marokko      | 0:1 |
| Marokko      | - | Ghana        | 1:0 |
| Marokko      | - | Gabun        | 2:0 |

## Marokkanisches Aufgebot
| Nr.               | Name                  | Verein vor WM-Beginn | Geburtstag | Spiele   | Tore     |          |          |
| Torhüter          | Torhüter              | Torhüter             | Torhüter   | Torhüter | Torhüter | Torhüter | Torhüter |
| ----------------- | --------------------- | -------------------- | ---------- | -------- | -------- | -------- | -------- |
| 1                 | Abdelkader El Brazi   | FAR Rabat            | 05.11.1964 | 0        | 0        | 0        | 0        |
| 12                | Driss Benzekri        | RS Settat            | 31.12.1970 | 3        | 0        | 0        | 0        |
| 22                | Mustapha Chadili      | Raja Casablanca      | 14.02.1973 | 0        | 0        | 0        | 0        |
| Abwehrspieler     |                       |                      |            |          |          |          |          |
| 2                 | Abdelilah Saber       | Sporting Lissabon    | 21.04.1974 | 3        | 0        | 0        | 0        |
| 3                 | Abdelkrim El Hadrioui | Benfica Lissabon     | 06.03.1972 | 2        | 0        | 0        | 0        |
| 4                 | Youssef Rossi         | Stade Rennes         | 28.06.1973 | 3        | 0        | 0        | 0        |
| 5                 | Smahi Triki           | Lausanne-Sports      | 01.08.1967 | 1        | 0        | 0        | 0        |
| 6                 | Noureddine Naybet     | Deportivo La Coruña  | 10.02.1970 | 3        | 0        | 0        | 0        |
| 13                | Rachid Neqrouz        | AS Bari              | 10.04.1972 | 0        | 0        | 0        | 0        |
| 15                | Lahcen Abrami         | Wydad Casablanca     | 31.12.1969 | 2        | 0        | 0        | 0        |
| 19                | Jamal Sellami         | Raja Casablanca      | 06.10.1970 | 1        | 0        | 0        | 0        |
| Mittelfeldspieler |                       |                      |            |          |          |          |          |
| 7                 | Mustapha Hadji        | Deportivo La Coruña  | 16.11.1971 | 3        | 1        | 0        | 0        |
| 8                 | Saïd Chiba            | SD Compostela        | 28.09.1970 | 2        | 0        | 2        | 0        |
| 10                | Abderrahim Ouakili    | TSV 1860 München     | 12.12.1970 | 0        | 0        | 0        | 0        |
| 16                | Rachid Azzouzi        | SpVgg Greuther Fürth | 10.01.1971 | 2        | 0        | 0        | 0        |
| 17                | Gharib Amzine         | FC Mulhouse          | 03.05.1973 | 3        | 0        | 0        | 0        |
| 18                | Youssef Chippo        | FC Porto             | 10.05.1973 | 3        | 0        | 1        | 0        |
| 20                | Tahar El Khalej       | Benfica Lissabon     | 16.06.1968 | 3        | 0        | 0        | 0        |
| Stürmer           |                       |                      |            |          |          |          |          |
| 9                 | Abdeljalil Hadda      | Club Africain Tunis  | 23.03.1972 | 3        | 2        | 1        | 0        |
| 11                | Ali El Khattabi       | SC Heerenveen        | 17.01.1977 | 2        | 0        | 0        | 0        |
| 14                | Salaheddine Bassir    | Deportivo La Coruña  | 05.09.1972 | 3        | 2        | 0        | 0        |
| 21                | Rachid Rokki          | Chabab Mohammédia    | 08.11.1974 | 0        | 0        | 0        | 0        |
| Trainer           |                       |                      |            |          |          |          |          |
|                   | Henri Michel          |                      | 28.10.1947 |          |          |          |          |

## Spiele der marokkanischen Mannschaft

### Vorrunde
- Marokko –  Norwegen 2:2 (1:0)

Stadion: Stade de la Mosson (Montpellier)
Zuschauer: 29.800
Schiedsrichter: Pirom Un-prasert (Thailand)
Tore: 1:0 Hadji (38.), 1:1 Chippo (46.) (ET), 2:1 Hadda (59.), 2:2 Eggen (60.)
- Brasilien –  Marokko 3:0 (2:0)

Stadion: Stade de la Beaujoire (Nantes)
Zuschauer: 35.500
Schiedsrichter: Nikolai Lewnikow (Russland)
Tore: 1:0 Ronaldo (9.), 2:0 Rivaldo (47.+'), 3:0 Bebeto (50.)
- Schottland –  Marokko 0:3 (0:1)

Stadion: Stade Geoffroy-Guichard (Saint-Étienne)
Zuschauer: 30.600
Schiedsrichter: Ali Bujsaim (VAE)
Tore: 0:1 Bassir (22.), 0:2 Hadda (46.), 0:3 Bassir (85.)